# Maria do Carmo Silveira
Maria do Carmo Trovoada Pires de Carvalho Silveira (sinh ngày 14 tháng 2 năm 1961) là cựu Thủ tướng của São Tomé và Príncipe, đảm nhiệm chức vụ này từ 8 tháng 6 năm 2005 đến 21 tháng 4 năm 2006.
Bà học kinh tế học tại Đại học Ukraine và là thống đốc thứ ba của Ngân hàng Trung ương São Tomé và Príncipe từ 1999 đến 2005  và trở lại vị trí này từ năm 2011. Bà là thư ký điều hành của Cộng đồng các nước nói tiếng Bồ Đào Nha nhiệm kỳ từ 9 tháng 1 năm 2017 tới 15 tháng 12 năm 2018 

## Thủ tướng
Bà là Thủ tướng và Bộ trưởng Bộ Kế hoạch và Tài chính São Tomé và Príncipe từ ngày 8 tháng 6 năm 2005 đến ngày 21 tháng 4 năm 2006.
Silveira, nữ Thủ tướng thứ hai của đất nước, là thành viên của Phong trào Giải phóng São Tomé và Đảng Dân chủ Xã hội (MLSTP-PSD) và là thành viên của ban điều hành đảng.
Khi nhậm chức, Silveira nêu ổn định kinh tế vĩ mô là ưu tiên hàng đầu và để lại dấu ấn trong việc giải quyết tranh chấp tiền lương với các công đoàn trong khu vực công, đảm bảo hỗ trợ tài chính từ IMF và đạt được thỏa thuận với Angola về hợp tác trong lĩnh vực dầu mỏ.
Nhiệm kỳ của bà là Thủ tướng kết thúc sau cuộc bầu cử quốc hội năm 2006, khi phe đối lập đánh bại MLSTP-PSD, và Tomé Vera Cruz kế nhiệm làm Thủ tướng vào năm 2006.